# Аеродром Местија
Аеродром Краљица Тамар(груз. თამარ მეფის აეროპორტი, или Аеродром Местија, је мали аеродром који користи град Местија, у регији Мегрелија-Горња Сванетија, Грузија. Добио је име по грузијској средњовјековној краљици Тамари.

## Статистика
| Година | Укупно путника | Разлика од прошле године |
| ------ | -------------- | ------------------------ |
| 2018.  | 6,858          | 05.49%                   |
| 2017.  | 7,256          | 072.2%                   |
| 2016.  | 4,214          | 05.6%                    |
| 2015.  | 4,465          | 0232.5%                  |
| 2014.  | 1,343          | 0151.8%                  |
| 2013.  | 0885           | 069.7%                   |
| 2012.  | 2,922          | 036.2%                   |
| 2011.  | 4,580          | 10,177.8%                |
| 2010.  | 045            | Стагнација               |